# Bahnhof Lichtenberg (Ofr)
Der Bahnhof Lichtenberg (Ofr) ist der ehemalige Bahnhof der oberfränkischen Stadt Lichtenberg.

## Geschichte
Der Bahnhof wurde zwischen 1897 und 1901 im Zuge der Erweiterung der Bahnstrecke Triptis–Blankenstein durch das Höllental mehr als einen Kilometer nordöstlich der Stadt im Gemeindeteil Blechschmidtenhammer errichtet. Da die Strecke aufgrund eines Staatsvertrages zwischen Bayern, Preußen und dem Haus Reuß durch die Preußische Staatsbahn errichtet wurden, wurde auch das Empfangsgebäude mit Güterschuppen im Stil thüringischer Bahnhöfe errichtet. Die Station hatte jedoch keine betriebliche Funktion, die nächsten Zugmeldestellen waren Blankenstein und Marxgrün. Betrieblich wurde die Station 1944 als eine mit einem Agenten besetzte Haltestelle für den Personen- und Güterverkehr eingestuft.
Die Station befindet sich nur wenige hundert Meter von der Grenze zu Thüringen entfernt. Nach der deutschen Teilung wurde die Strecke am 3. Juli 1945 zwischen Blankenstein und Lichtenberg unterbrochen, Lichtenberg wurde zum Endbahnhof aus Richtung Marxgrün. Auf bayerischer Seite gab es danach keinen Personenverkehr mehr. Güterverkehr von Marxgrün nach Lichtenberg wurde noch bis zum 23. Mai 1971 durchgeführt, anschließend wurde die Strecke stillgelegt und die Gleise 1982 abgebaut.

## Infrastruktur

### Hochbauten
Das Stationsgebäude ist ein kleiner eingeschossiger Fachwerkbau mit Schopfwalmdach und Zwerchgiebeln. Es steht unter Denkmalschutz. 1986 wurde das abrissbedrohte Empfangsgebäude renoviert und einer neuen Nutzung zugeführt. Das Neben- und Abortgebäude ist heute nicht mehr vorhanden. 

### Gleisanlage
Die Gleisanlage der Haltestelle Lichtenberg lag in einem Gefälle von 1:500. Sie bestand aus drei Weichen, dem durchgehenden Streckengleis, einem zweiseitig angebundenen Ladegleis und einem ca. 150 m langen Stumpfgleis. Ladegleis und Stumpfgleis lagen parallel zum Streckengleis auf der Seite des Empfangsgebäudes. Für den Personenverkehr war am Streckengleis (zwischen diesem und dem Ladegleis) ein Schüttbahnsteig angelegt. Dem Güterverkehr dienten am Ladegleis eine Seitenrampe und im Stumpfgleis ein Lademaß. Die Gleise wurden Ende 1981 abgebaut.

### Sicherungstechnik
Die Weichen und die Gleissperre im Ladegleis waren mit Schlössern gegen unbefugtes Umstellen gesichert. Die Schlüssel wurden an einem Schlüsselbrett im Dienstraum verwahrt. Das Einfahrvorsignal des benachbarten Bahnhofs Blankenstein stand seit Mitte der 1930er Jahre auf dem Bahnsteig in Lichtenberg.

## Heutige Nutzung

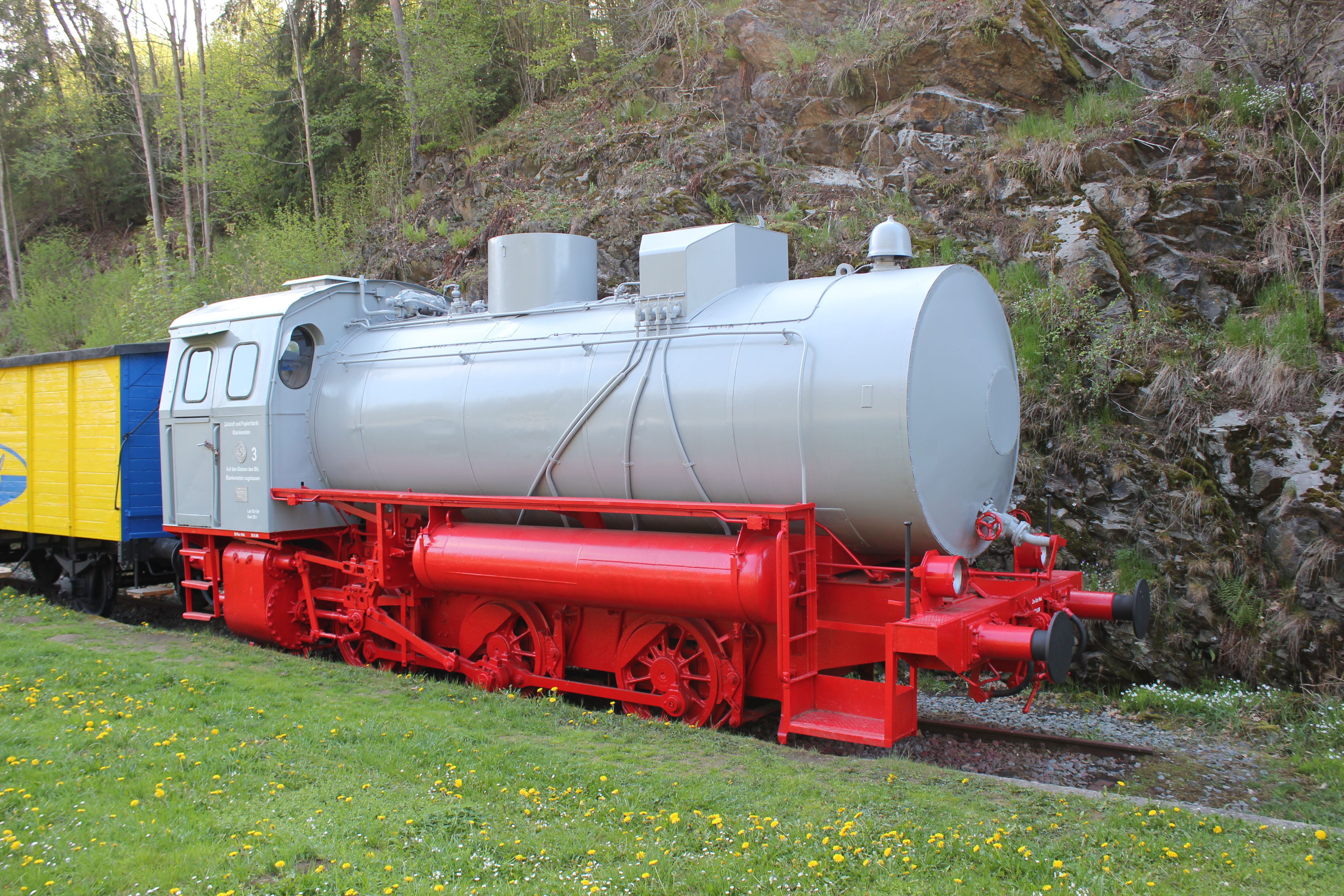
Dampfspeicherlok der Papierfabrik Rosenthal

Im Bahnhofsgebäude ist seit 1986 das Informationszentrum Blechschmidtenhammer des Naturparks Frankenwald untergebracht. Es beherbergt eine Modelleisenbahnanlage, die den Verlauf der Höllentalbahn im Selbitztal zwischen den Stationen Lichtenberg und Hölle nachbildet. Auf dem ehemaligen Streckengleis steht ein kurzer Zug, bestehend aus einer 1993 von der wenige Kilometer entfernten Zellstoff- und Papierfabrik Rosenthal als Geschenk überlassenen Dampfspeicherlokomotive (Babelsberg 1969), einem Personen- und einem Packwagen des Typs Donnerbüchse und einem gedeckten Güterwagen. Die Fahrzeuge sind ebenfalls denkmalgeschützt.